# Swingers
Swingers is een Nederlandse speelfilm uit 2002 van Stephan Brenninkmeijer.

## Verhaal
Diana en Julian (dertigers) zijn al geruime tijd bij elkaar. Ondanks Diana's onzekerheid, stemt ze toch in om seksueel te experimenteren met een ander stel. Ze plaatsen hiervoor een advertentie op het internet waarop de ervaren Timo en Alex reageren. In de loop van dat weekend veranderen de onderlinge verhoudingen echter drastisch.

## Rolverdeling
- Ellen van der Koogh als Diana
- Danny de Kok als Julian
- Nienke Brinkhuis als Alex
- Joep Sertons als Timo

## Low budget
Het budget van de gehele film was 20.000 euro. De filmcrew en acteurs deden mee op basis van no cure, no pay. Door de verkoop aan Canal+, de HMG groep en aan het buitenland, hebben de medewerkers van de film alsnog betaald gekregen.

## Ontvangst
- De film draaide met één kopie, één dag in de week in arthouse-bioscopen. De film trok in Nederland 597 bezoekers.
- De film haalde de top 50 van best verhuurde films in het video- en dvd-circuit.
- De film werd tweemaal uitgezonden op RTL-7.
- In Duitsland trok de film die door de ZDF werd uitgezonden bij de première 2,87 miljoen kijkers.[1] Daarna werd de film in Duitsland in twee jaar tijd nog viermaal uitgezonden.
- In Nederland waren de recensies sterk uiteenlopend. De buitenlandse pers was louter positief.
- In januari 2017 plaatste Brenninkmeijer de film integraal op YouTube en haalde in een jaar tijd meer dan 10 miljoen hits.[2]

## Trivia
- De eerste draaidag was op 11 september 2001. Het draaischema liep hierdoor wat vertraging op.
- Het televisieprogramma Barend & Van Dorp besteedde uitvoerig aandacht aan de film en roemde het 'on-Nederlandse' karakter ervan.[3]